# Elstra
Elstra (alt sòrab: Halštrow) és un municipi alemany que pertany a l'estat de Saxònia. Està situat al marge del riu Schwarze Elster, a 6 quilòmetres al sud-est de Kamenz, i 34 quilòmetres al nord-est de Dresden.
Al nucli de Kindisch (Kinč) neix el Schwarze Elster (Čorny Halštrow), un afluent major del riu Elba.

## Nuclis que el componen
- Boderitz (Bódricy)
- Dobrig (Dobrik)
- Elstra (Halštrow)
- Gödlau (Jědlow)
- Kindisch (Kinč)
- Kriepitz (Krěpjecy)
- Ossel (Wóslin)
- Prietitz (Protecy)
- Rauschwitz (Rušica)
- Rehnsdorf (Hrańčik)
- Talpenberg
- Welka (Wjelkow)
- Wohla (Walow)